# Piaci szegmentáció
A piaci szegmentáció a közgazdaságtan és a marketing egyik fogalma. Egy piaci szegmens a piac azon kisebb része, melyeket azonos keresleti tulajdonságokkal rendelkező személyek vagy szervezetek építenek fel. A közös tulajdonság lehet egy termék ára vagy funkcióinak összetettsége. A valódi piaci szegmensnek a következő kritériumokat kell teljesítenie: más szegmensektől világosan megkülönböztethető (eltérő szegmenseknek eltérő igényeik vannak), a szegmensek egymáson belül homogének (közösek az igényeik), a piaci változásokra hasonlóképp válaszolnak, a piac befolyásával lehet hatni a keresletükre. A fogalmat arra is használják, mikor egy fogyasztói csoport ugyanazt a terméket vagy szolgáltatást veszi igénybe. A feltételezések szerint az egy csoportba tartozó emberek a szegmentáció szempontjából homogénnek tekinthetőek. A kritériumok szerint szegmentált csoportok tagjai között a szétválasztás alapjául szolgáló jellemző szerint különbségek mutatkoznak. Szélesebb összefüggésben ezt a kritériumrendszerben pozitív vagy negatív tulajdonságnak is fel lehet fogni. Így a piacot kisebb darabokra lehet szabdalni.
Példák:
- fogyasztói szokások
- ár
- érdeklődés

Bár elméletileg létezhet ideális piaci szegmens, a szervezetek olyan környezetben dolgoznak, ahol folyamatosan újra kell szegmentálni. A különféle piaci részek igényeit termék-differenciálással lehet egyszerre kielégíteni. A helyes szegmentáció és az új termékek megfelelő elkészítése ideiglenes piaci előnyt biztosíthat a vállalat számára.

## Pozitív szegmentáció
A piacszegmentálással a piacot több kisebb, egymástól független részre lehet felosztani, melyekbe olyan fogyasztók tartoznak, akiknek megegyeznek az igényeik. A vállalatok ezeket különböző csoportokba oszthatják, melyeknek eltérő szokásaik, viselkedéseik vannak, esetleg más termékek és szolgáltatások keltik fel az érdeklődésüket. Tágabb értelemben a piacokat rengetegféleképp szét lehet bontani. Meg lehet ezt tenni iparáganként, vagy hogy állami, esetleg magán szektorról beszélünk. Bár sok különbség van az ipari piacszegmentálás és a vásárlói piacok szétválasztása között, mindkettőnek hasonlóak a céljai. A következő megállapítások mind egy elképzelt, ideális piaci szegmensre igazak, de ezek a csoportok nem mindig esnek egybe a demográfiai tagolással.
A fogyasztói piacot a termékek alapján is szét lehet bontani. Így lehet megteremteni a közvetlen kapcsolatot egy termék és egy adott fogyasztó között. Ennek ellenére számos általános piaci szegmens is létezik. Erre példa az olyan rendszer, mely a demográfiai statisztikai és földrajzi eloszlási statisztikák alapján szegmentálják a piacokat.
A piacszegmentálás nem ugyanaz, mint egy termék pozicionálása. A pozicionálás egy olyan marketing mix, mely megpróbál minél több szegmenst megcélozni. A legfontosabb cél, hogy hasonló ízlésű fogyasztókból álló csoportot tudjunk alkotni, ahol megtalálhatjuk a potenciális fogyasztókat. Ehhez ismerni kell a csoport hasznosság felfogását és viselkedését. Csak így lehet felépíteni egy hasznos marketingstratégiát, mely egyaránt kielégíti a megcélzott szegmensek eltérő preferenciáit. Csak így növekedhet a bevétel.
Minél jobban szegmentálják a piacot, annál hatékonyabban lehet felhasználni a marketing kínálta megoldásokat. Lehet, hogy az eltérő szegmenseknek más-más az ipari struktúrája, és így egyes csoportok számára kedvezőbbek, másoknak nem annyira nyerőek.

## Pozicionálás
Ha meghatározták a kiválasztott piaci szegmenst, akkor kezdődik az adott szegmensre eltervezett pozicionálás. Ekkor azt kell kideríteni, milyen kép él a fogyasztó képzeletében az adott termékkel vagy az azt gyártó vállalattal kapcsolatban.
Ilyenkor egy olyan térképet kell elkészíteni, melyen a riválisok jószágai szerepelnek ár és minőség alapján elhelyezve. Ha elkészült ez a térkép, a vállalat csak ekkor állhat neki eldönteni, milyen kommunikációs csatornákon keresztül akarja megszólítani a célközönséget.